# Trans TV
 (février 2021).
Si vous disposez d'ouvrages ou d'articles de référence ou si vous connaissez des sites web de qualité traitant du thème abordé ici, merci de compléter l'article en donnant les références utiles à sa vérifiabilité et en les liant à la section « Notes et références ».

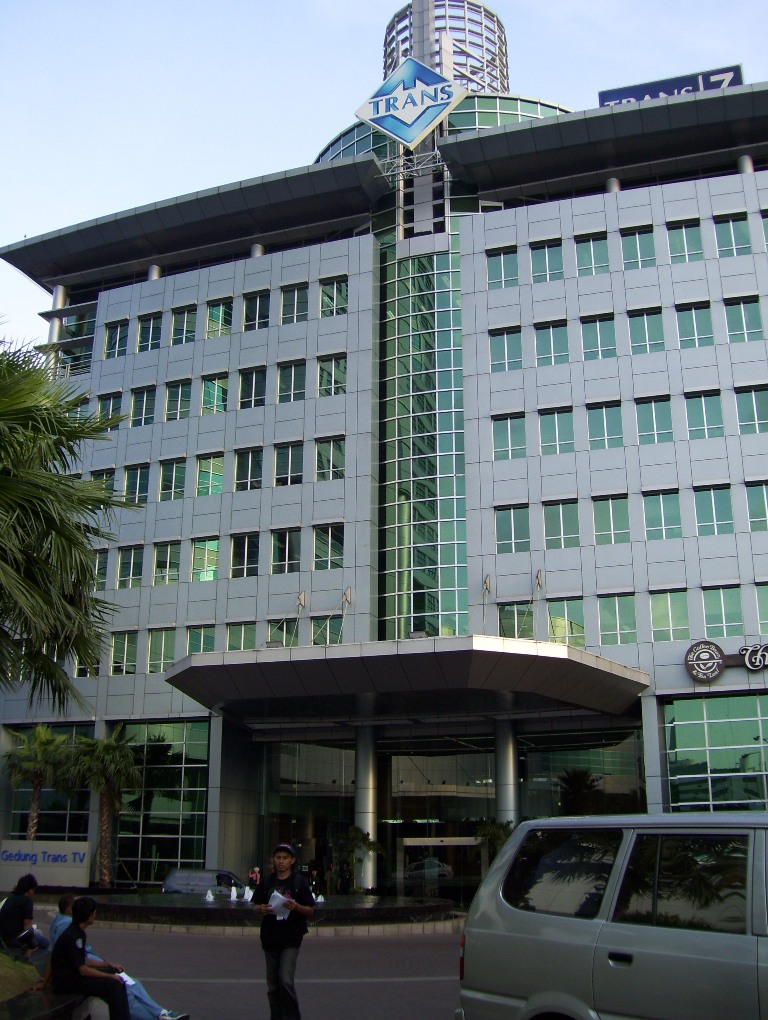
Bureaux de Trans TV, Jakarta.

Trans TV (sous forme longue PT Televisi Transformasi Indonesia) est un réseau de chaînes télévisées indonésiennes basé à Jakarta. Fondé en 15 décembre 2001.
Trans TV bénéficie d'un pic d'audiences lors de la coupe du monde de football 2018, où elle devient pour la première fois la chaîne de télévision numéro 1 en Indonésie.